# Темна рівнина
«Темна рівнина» (англ. A Darkling Plain) — науково-фантастичний роман британського письменника Філіпа Ріва.

## Основні персонажі
| Том Нетсворті (Tom Natsworthy) | Головний герой книги, учень гільдії істориків та помічник у музеї                              |
| Естер Шоу (Hester Shaw)        | Головна героїня книги, дівчина скарбошукач, переслідує Таддеуса Валентайна за вбивство батьків |